# Thomas Randolph (poeta)
Thomas Randolph (Newnham, giugno 1605 – marzo 1635) è stato un poeta e drammaturgo inglese.
Nato a Newnham, nei pressi di Daventry, nel Northamptonshire, venne battezzato il 18 giugno 1605 e fu lo zio del celebre esploratore William Randolph.
Conseguì gli studi a Westminster e al Trinity College laureandosi nel 1628 e diventando insegnante della sua stessa università nel 1632. Divenne presto un autore teatrale promettente al punto che il drammaturgo Ben Jonson, noto per il suo zelante criticismo, lo adottò artisticamente. In seguito l'artista dedicò ben tre dei suoi poemi al suo patrono, uno in occasione della celebrazione formale della sua adozione artistica, uno in occasione del fallimento del The New Inn, e un terzo in una sua egloga in memoria del suo periodo di studi universitari.
L'autore visse per diverso tempo con suo padre nella dimora di Little Houghton nel Northamptonshire, ed in seguito nella magione del suo mecenate, William Stafford di Blatherwycke, dove morì prima di compiere i trent'anni. Il suo epitaffio venne composto da un altro celebre drammaturgo e poeta dell'epoca, Peter Hausted, autore di The Rival Friends.
L'alta reputazione artistica di cui godette Randolph è testimoniata dai versi a lui dedicati da altri autori dell'epoca e dai diversi aneddoti a lui legati. Il suo primo lavoro dato alle stampe nel 1630 è Aristippus, Or, The Joviall Philosopher. Presented in a private shew, To which is added, The Conceited Pedlar, un gioioso interludio che fa la parodia di una lettura filosofica, in onore di un argomento assolutamente futile.
L'opera The Jealous Lovers venne rappresentata per la prima volta di fronte agli studenti del Trinity College e dei sovrani inglesi nel 1632. L'opera Roscius è una rappresentazione morale degli estremi della virtù e del vizio, e della dorata mediocrità che si appanna di essere la madre di tutte le virtù.
Tutte le sue opere vennero pubblicate nel 1875 da William Carew Hazlitt.